# Dunblane
Pour la localité du Canada, voir Dunblane (Île-du-Prince-Édouard).
Dunblane est une ville d'Écosse, qui compte environ 10 000 habitants.

## Histoire
Fondée selon la tradition par Saint Blane, elle est le siège d'une cathédrale gothique du XIIIe siècle, qui a la particularité d'appartenir à la Couronne britannique.
Guillaume II de Cheisolme fut évêque catholique de Dunblane, avant de devenir évêque de Vaison-la-Romaine au XVIe siècle.
En 1996, une école de la ville a été le théâtre du drame connu sous le nom de « massacre de Dunblane », auquel a notamment assisté le futur joueur de tennis Andy Murray, scolarisé dans cet établissement.

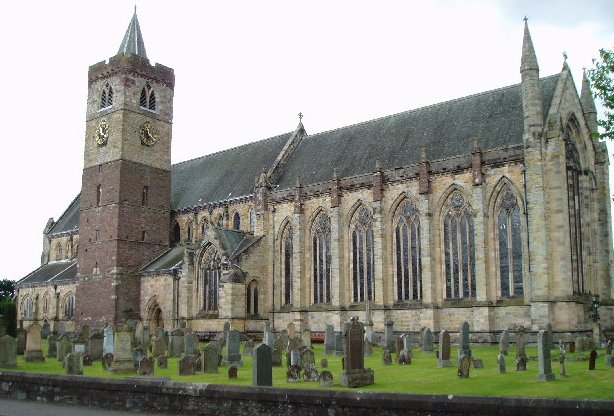
La cathédrale de Dunblane.